# ساری‌یاتاق (خداآفرین)
ساری‌یاتاق یکی از روستاهای استان آذربایجان شرقی است که در دهستان بسطاملو بخش مرکزی شهرستان خداآفرین واقع شده‌است.